# 土地出让净收益
土地出让净收益，是中国国有土地有偿使用政策下，根据中国现行的土地收支两条线——《国有土地使用权出让收支管理办法》的规定，政府在支出土地出让收入过程中使用的概念。
此概念与土地出让收入相关的部门的统计口径有关。如：财政部、住房和城乡建设部《关于切实落实保障性安居工程资金加快预算执行进度的通知》(财综〔2011〕41号规定)：“土地出让收入，扣除当年从地方国库中实际支付的征地和拆迁补偿支出、土地出让前期开发支出、计提农业土地开发资金支出、补助被征地农民社会保障支出、保持被征地农民原有生活水平补贴支出、支付破产或改制企业职工安置费支出、支付土地出让业务费支出、缴纳新增建设用地土地有偿使用费等相关项目后，作为计提保障性安居工程资金的土地出让收益口径，严格按照不低于10%的比例安排资金，统筹用于廉租住房、公共租赁住房、城市和国有工矿棚户区改造等保障性安居工程。”　
再如：《国务院关于进一步加大财政教育投入的意见》国发〔2011〕22号：“从2011年1月1日起，各地区要从当年以招标、拍卖、挂牌或者协议方式出让国家土地使用权取得的土地出让收入中，按照扣除征地和拆迁补偿、土地开发等支出后余额10%的比例，计提教育资金。”而明确提出政府收益概念的是在财政部、国土部《新增建设用地土地有偿使用费收缴使用管理办法》财综字〔1999〕117号：“新增建设用地土地有偿使用费（以下简称土地有偿使用费）是指国务院或省级人民政府在批准农用地转用、征用土地时，向取得出让等有偿使用方式的新增建设用地的县、市人民政府收取的平均土地纯收益”。
由此可见，土地出让净收益只是一种统计概念，中国各级政府一直不愿公开其除去各项成本后的土地纯收益，亦不愿公开这些收益的支出方向，但从国务院和财政部的报告中推测，政府收益似乎不低于总收入的40%。有报道指出，直到2013年仅有55%的土地出让收入被返回给被征收业主。其余成为地方政府的财政收入，形成土地财政。